# Florin Oprea
Florin Oprea (Măceşu de Sus, 2 de enero de 1948-23 de abril de 2024) fue un futbolista rumano que jugó en la posición de guardameta. Fue parte del equipo "U" de Craiova que ganó la División A en la temporada 1972-74, siendo el primer trofeo en la historia del Club. 

## Carrera

### Club
| Periodo   | Club                        |
| --------- | --------------------------- |
| 1967-1975 | CS Universitatea Craiova FC |
| 1975-1977 | Dinamo Slatina              |

### Selección nacional
Jugó para Rumania sub-23 en seis ocasiones de 1969 a 1970.

## Tras el retiro
En 2023 Oprea fue nombrado Ciudadano de Honor en Craiova.

## Logros
- Liga I (1): 1974